# 谢渡扬
谢渡扬（1949年—），汉族，中华人民共和国政治人物、第十一届全国政协委员。武汉大学经济学博士，中国工商银行股份有限公司副总行长、中国建设银行股份有限公司监事会主席、中国人民保险公司监事会主席。

## 生平
加入中国共产党，担任中国建设银行原监事长、党委副书记。2008年，当选第十一届全国政协委员，代表经济界，分入第三十五组。并担任经济委员会专委。